# 扁鯊
扁鯊（學名：Squatina squatina）是扁鯊科下的一種鯊魚，曾一度廣佈在大西洋東北部的海岸水域。它們的身體扁平，胸鰭及臀鰭也很闊，可以將自己偽裝成為海床的一部份。它們的特徵是有圓錐狀的觸鬚，背上沒有刺及呈灰色或褐色，有一些深淺色的斑紋。它們可以長達2.4米。
扁鯊是夜間活動的，會將自己隱藏在沉積中埋伏獵物。它們主要吃底棲區的硬骨魚、鰩科及無脊椎動物。它們是無胎盤胎生的，雌鯊每隔一年會生7至25條幼鯊。它們並不怎麼帶有攻擊性，但若受到騷擾，則會很快的咬對方。扁鯊早至古希臘時就已經被漁獵作為食物，並被當作安康魚賣到歐洲。自20世紀中葉，頻繁的漁業令它們的數量大減，現已從北部滅絕。餘下的群落也因繁殖率低而面臨威脅。國際自然保護聯盟故此將它們列為極危。

## 分類
扁鯊最初是由瑞典自然學家卡爾·林奈所描述，並被分類到角鯊屬。不過他卻沒有定下模式標本。其屬名是拉丁文「滑冰」衍生而來，這是由法國動物學家André Marie Constant Duméril於1806年取的。

## 分佈及棲息地
扁鯊以往會在由挪威及瑞典南部至西撒哈拉及加那利群島的東北大西洋溫帶海域出沒，並且包括不列顛群島、地中海及黑海。近年它們已從北海及北地中海消失。它們棲息在大陸棚，喜歡柔軟的海床，如泥或沙，並會在水深150米的海岸出沒。它們有時會進入汽水。北部的扁鯊群落於夏天會向北遷徙，冬天則會向南遷徙。

## 特徵
雌鯊及雄鯊分別可以長達2.4米及1.8米。紀錄上最重的可達80公斤。它們的身體扁平，胸鰭像翼。頭部及身體非常闊及頓實，眼睛細小而位於背部，其後是一對很大的氣孔。鼻孔前有一對觸鬚。頭部兩側有一列皮膚的皺褶及呈三角形的鰭。牙齒很細小及鋒利，上下顎的牙齒形狀相似。
胸鰭及臀鰭很闊，端圓。它們有兩條背鰭，都是位於臀鰭後的尾巴。沒有肛門鰭，尾鰭的底葉較大。盾鱗尖細而窄，覆蓋著整個上表面及大部份腹面。鼻端及眼睛上有一些細小的棘。一些小鯊的背中央有一行刺。它們背面呈灰色至紅或綠褐色，有黑白色的小點，腹面白色。幼鯊比成年的有較多裝飾，有淡色的線及深色的疙瘩。背鰭前緣較深色，後緣則較淺色。一些的頸部有白點。

## 生態

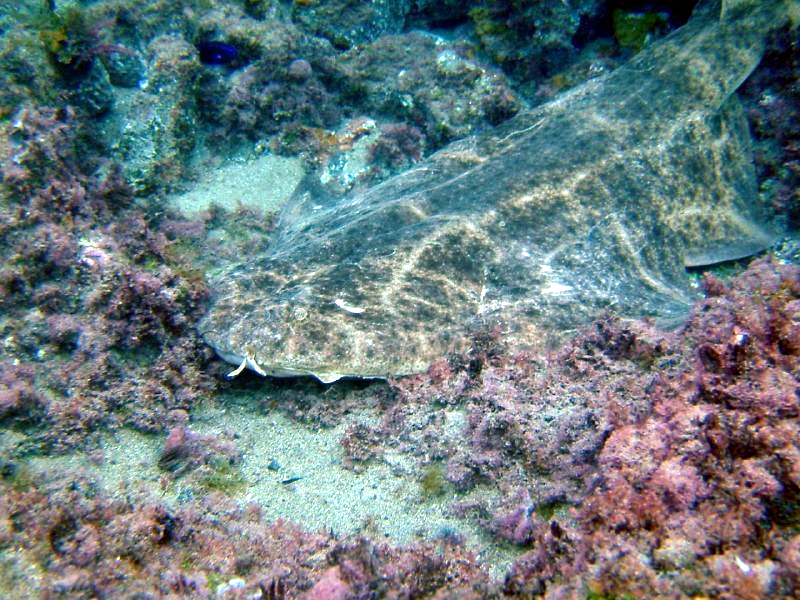
偽裝成海床的扁鯊。

扁鯊在日間會不動的停在海床，將自己藏在沉積中，只露出眼睛。它們夜間較為活躍，有時會出來游泳。在夏天的大加那利島對出就有多達100條扁鯊。已知的寄生蟲有絛蟲綱的Grillotia smaris-gora、G. angeli及Christianella minuta、吸蟲的Pseudocotyle squatinae、單殖亞綱的Leptocotyle minor及等足目的Aega rosacea。
扁鯊是埋伏的掠食者，主要吃底棲的硬骨魚、鰩科及無脊椎動物。它們也會獵食歐洲無鬚鱈、緋小鯛、石鱸屬、鮃屬、斑尾棘鮃、鰨、歐洲烏賊、歐洲橫紋烏賊及耳烏賊屬、甲殼類的Dorippe lanata、Geryon tridens、Dromia personata、菱形長腳蟹、Macropipus corregatus及Atelecyclus rotundatus。一些標本的胃部更發現有海草或鳥類。它們會選舉最佳埋伏的位點，若成功就會留在這位點幾日。
扁鯊是無胎盤胎生的，即幼鯊是在母鯊的子宮內孵化，並由卵黄囊滋養直至出生。雌鯊有兩個卵巢，右邊的有較多卵母細胞，而子宮的右邊也相應有更多的胚胎。它們的卵黄生成並不像其他鯊魚是與懷孕同時發生的，而是在妊娠期中期才會出現。成熟的卵闊約8厘米。它們於春天排卵，估計繁殖周期為2年。每胎可以生7至25條幼鯊，多寡與母鯊的體型有關。妊娠期為8至10個月。地中海的群落約於12月至2月間分娩，而在英格蘭對出的則會在7月。初出生的幼鯊長約24至30厘米。

## 與人類關係

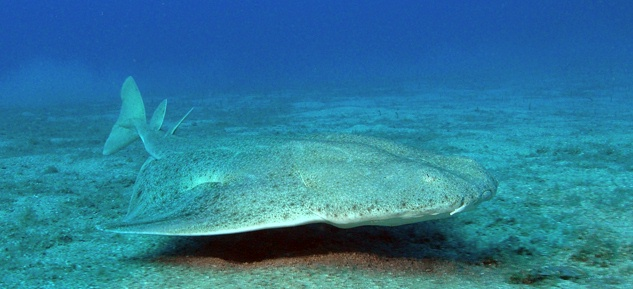
在特內里費島對出海域的扁鯊。那處是數個仍有大量扁鯊的地方之一。

扁鯊一般不怎麼帶有攻擊性，但若受到騷擾可以造成嚴重的傷害。當人類游近它們時，它們一般會靜止不動或離開。但是，也有紀錄扁鯊被困在漁網而襲擊漁民，令漁民受傷的情況。
人類與扁鯊已有幾千年的關係。古希臘的作者，如梅内西修斯（Mnesitheus）形容它們的肉質很輕及容易消化。老普林尼在其《自然史》（Naturalis Historia）中描述它們的皮粗糙，可以用來打磨木材及象牙。亞里士多德也紀錄了它們的生理，包括胎生及正確的歸類為鯊魚。扁鯊作為食物一直延伸到現代，並被冠以安康魚的名字。它們也是鯊魚肝油及魚粉的來源。

## 保育狀況
19世紀及20世紀的紀錄顯示扁鯊曾一度廣佈在西歐的海岸。但自20世紀末開始，它們就受到漁業的威脅。由於其底棲及近岸生活的習性，它們與及幼鯊都很易被捕捉。它們的低繁殖率也令其數量恢復得很慢。現時相信它們已從北海及大部份北地中海滅絕，在其他地方的數量也很稀少。估計在北非及加那利群島仍有健康的扁鯊群落。
國際自然保護聯盟因應扁鯊數量的大幅下降及持續存在的威脅，將它們列為處於極危狀況。它們也被列在1976年《巴塞隆納公約》（Barcelona Convention）附錄三中。在巴利阿里群島有三個海洋保護區正在保護它們。於2008年，英格蘭及威爾斯海岸對出11公里內實施全面保護扁鯊的政策。英國及比利時曾建議將扁鯊納入《東北大西洋海洋環境保護公約》（Convention for the Protection of the Marine Environment of the North-East Atlantic）但不成功。